# 吉田尚記のサウンドコレクション
吉田尚記のサウンドコレクション（よしだひさのりのサウンドコレクション）とは、ニッポン放送製作NRN各局でナイター中継のない日に放送されていた音楽番組。パーソナリティはニッポン放送の吉田尚記アナウンサー。
通常は、山本元気のサウンドコレクションまたは垣花正のサウンドコレクションを放送するが、2007年はニッポン放送アナウンサーの吉田尚記や飯田浩司が担当する回もある。

## 放送日
2007年
- 6月15日 (※放送時間は各放送局により異なる)
- 6月22日 (プロ野球中継・ロッテ×横浜戦中止に伴う)

## 放送局
- STVラジオ（6/22のみ、6/15は「熱血!!ファイターズスタジアムスペシャル」を放送）
- RAB 青森放送
- IBC岩手放送
- ABS 秋田放送
- YBC 山形放送
- TBC 東北放送
- RFC ラジオ福島
- CRT 栃木放送
- IBS 茨城放送
- YBS 山梨放送
- SBC 信越放送
- BSN 新潟放送
- KNB 北日本放送
- MRO 北陸放送
- FBC 福井放送
- SBS 静岡放送
- 東海ラジオ（6/22のみ、6/15は「ドラゴンズイエスノークイズ」を放送）
- KBS 京都放送
- ABC 朝日放送（6/22のみ、6/15は「ABCフレッシュアップベースボールスペシャル」を放送）
- WBS 和歌山放送
- RSK 山陽放送
- RNC 西日本放送
- RCC 中国放送
- JRT 四国放送
- RNB 南海放送
- RKC 高知放送
- BSS 山陰放送
- KRY 山口放送
- KBC 九州朝日放送（6/22のみ、6/15は「夜はこれから!ホークス派宣言! SPECIAL」を放送）
- NBC 長崎放送
- OBS 大分放送
- RKK 熊本放送
- MRT 宮崎放送
- MBC 南日本放送
- ROK ラジオ沖縄

### 備考
- 6月15日の放送では、プロ野球の本拠地があるNRN基幹局のうち放送されたのはTBC東北放送・RCC中国放送の2局のみでSTVラジオ・東海ラジオ・ABCラジオ・KBCラジオではそれぞれローカルで独自番組を放送したため放送されなかった。また制作局のニッポン放送も「高嶋ひでたけと小口絵理子のリクエスト交流戦」を放送したため裏送りの形になっており、地方局のみの放送である。
- 6月22日は予定されていた野球中継が中止になったため、15日には放送されなかったSTVラジオ、東海ラジオ、ABCラジオ、KBCラジオでも放送されたものの、制作局のニッポン放送だけは独自（関東ローカル）に「八木亜希子と垣花正のサウンドコレクション」を放送したため当番組は放送されず、NRN系列向けに裏送りの形で放送。
- 近畿地方（近畿広域圏）ではABCラジオで放送したのは、当番組を放送したのがいずれも金曜日でNRN系列の野球中継担当が同局であるため（それ以外の火曜～木曜・土曜・日曜は毎日放送が担当しており、金曜以外で放送された場合は同局が放送する）。